# Кокс, Гонзалес
Гонзалес Кокс (Gonzalez Coques; 1614—1684) — фламандский живописец, прозванный «маленьким Ван Дейком», ученик Питера Брейгеля Младшего и Давида Рейкарта Младшего.
Кокс родился в Антверпене в 1614 г. (по другим сведениям, в 1618 г.). В возрасте 26 лет был принят в гильдию Св. Луки.
Писал преимущественно портреты небольшого размера, в том числе групповые, отличающиеся элегантностью постановки натуры, прекрасным, светлым колоритом и ловким приёмом кисти. Его произведения находятся в кассельской, берлинской, гаагской, будапештской и других картинных галереях. В Эрмитаже есть хороший образец его работ — «Мужской портрет».